# Henryk Karol Gaertner

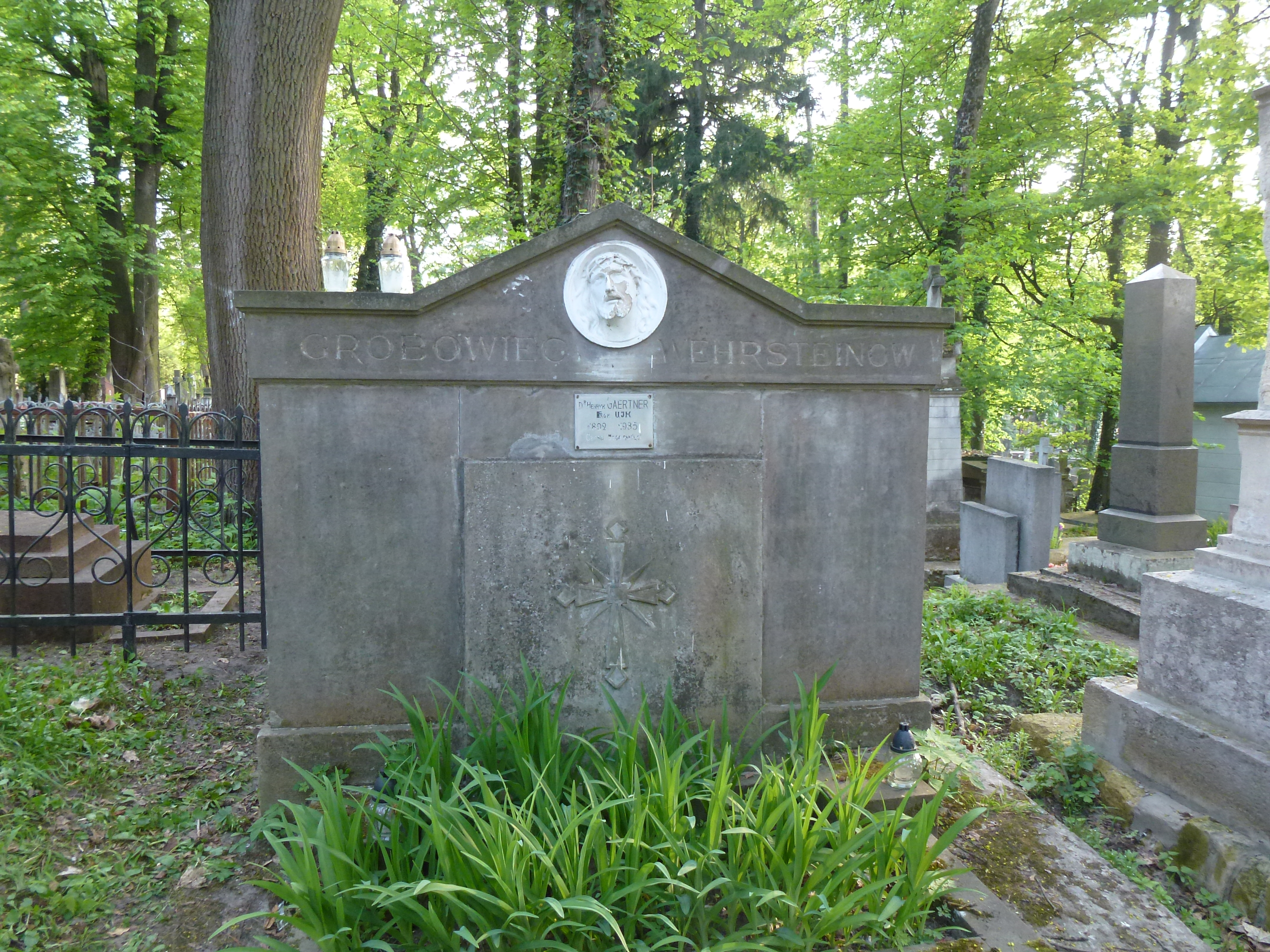
Grób Henryka Gaertnera na cmentarzu Łyczakowskim we Lwowie

Henryk Karol Gaertner (ur. 8 lipca 1892 w Krakowie, zm. 23 marca 1935 we Lwowie) – polski językoznawca i filolog.

## Życiorys
Pochodził z krakowskiej rodziny prawniczej. Był absolwentem Uniwersytetu Jagiellońskiego w Krakowie na kierunku psychologii i filologii. Na UJ w latach 1923–1926 zatrudniony jako docent starszej literatury. W latach 1919–1925 był profesorem Katolickiego Uniwersytetu Lubelskiego, a następnie - od 1926 do śmierci - profesorem Uniwersytetu Jana Kazimierza we Lwowie oraz członkiem Towarzystwa Naukowego we Lwowie. Habilitował się z historii literatury polskiej (1922) i języka polskiego (1925) na Uniwersytecie Jagiellońskim.
Jest autorem między innymi Gramatyki współczesnego języka polskiego (1931-1938) oraz O zadaniach stylistyki (1922). 
Był też muzykiem, uczniem Józefa Śliwińskiego, Jerzego Lalewicza i Egona Petri. Żonaty z Anną Bachledą Curuś, ich synem był profesor Henryk Gaertner - lekarz, historyk i muzyk, emerytowany profesor Uniwersytetu Jagiellońskiego (1922- 2020).
Henryk Karol Gaertner został pochowany na cmentarzu Łyczakowskim we Lwowie.